# Estação Perú
A Estação Perú é uma das estações do Metro de Buenos Aires, situada em Buenos Aires, entre a Estação Plaza de Mayo e a Estação Piedras. Faz parte da Linha A e faz integração com a Linha D através da Estação Catedral e com a Linha E através da Estação Bolívar.
Foi inaugurada em 01 de dezembro de 1913. Localiza-se no cruzamento da Avenida de Mayo com a Rua Perú. Atende o bairro de Monserrat.
Em 1997 esta estação foi declarada Monumento Histórico Nacional.